# Léonor Serraille
Léonor Serraille (Lione, 1986) è una regista e sceneggiatrice francese.

## Biografia
Si trasferisce all'età di 18 anni a Parigi e inizialmente studia letteratura comparata all'Università Sorbonne Nouvelle, per poi passare alla scuola di cinema La Fémis.
Il suo primo lungometraggio, Montparnasse - Femminile singolare (2017), sull'odissea cittadina di un'adultescente parigina interpretata da Lætitia Dosch, ha ricevuto il plauso della critica e la Caméra d'or al Festival di Cannes come miglior esordio. Nel 2022 è tornata a Cannes col seguente Due fratelli, stavolta concorrendo per la Palma d'oro. Nel 2025 ha concorso al Festival di Berlino con Ari.

## Filmografia
- Body – cortometraggio (2016)
- Montparnasse - Femminile singolare (Jeune Femme) (2017)
- Due fratelli (Un petit frère) (2022)
- Ari (2025)

## Riconoscimenti
- Festival di Cannes
  - 2017 – Caméra d'or per Montparnasse - Femminile singolare
  - 2022 – In concorso per la Palma d'oro con Due fratelli
- Festival di Berlino
  - 2025 – In concorso per l'Orso d'oro con Ari
- Premio César
  - 2018 – Candidatura per la migliore opera prima per Montparnasse - Femminile singolare